# Alessandro Borghese
Alessandro Borghese (San Francisco, 19 novembre 1976) è un cuoco, conduttore televisivo e imprenditore italiano.

## Biografia
Primogenito dell'attrice Barbara Bouchet e dell'imprenditore napoletano Luigi Borghese, dopo il diploma conseguito all'American Overseas School of Rome, si imbarca sulle navi da crociera, dove lavora come cuoco per tre anni. Fa parte in questo periodo dell'equipaggio della nave Achille Lauro, vivendo in prima persona il naufragio al largo della Somalia, avvenuto il 30 novembre 1994, e rimanendo 3 giorni in mare aperto su una scialuppa, in compagnia di altri naufraghi. Lavora poi come cuoco a Londra, San Francisco e Parigi. Rientrato in Italia, frequenta la scuola di sommelier, per poi ripartire per New York. Torna nuovamente in Italia e lavora in diversi ristoranti di Milano e Roma. Si occupa di consulenze nell'ambito della ristorazione, di licensing, pubblicità e editoria, avendo allo scopo fondato, con la moglie  Wilma Oliverio, che ne è l’amministratrice delegata, la società milanese AB Normal – Eatertainment Company.
Sul finire del 2017 apre il suo primo ristorante a Milano, chiamato Alessandro Borghese - Il lusso della semplicità.
Nel giugno del 2022 apre a Venezia il suo secondo ristorante, chiamato AB - Il lusso della semplicità.

### Carriera televisiva

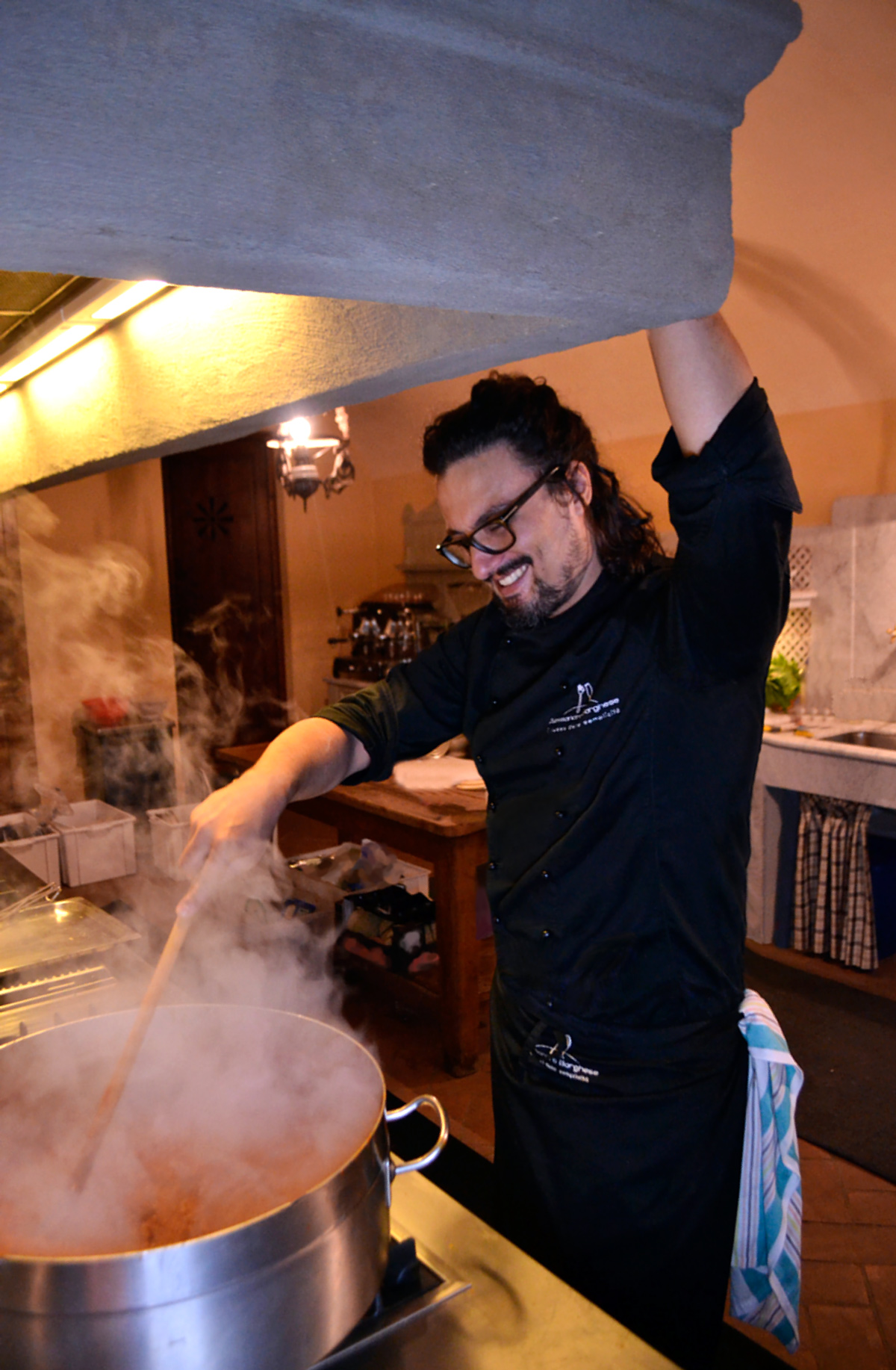
Alessandro Borghese nel 2015

Il suo approdo in televisione risale al 2005 come conduttore del programma Cortesie per gli ospiti, prodotto da Magnolia.
Dal 2011 al 2013 conduce sul canale Real Time il programma Cucina con Ale.
Nel 2012 fa una piccola apparizione in un episodio della sitcom televisiva Camera Café.
Diventa poi uno dei volti più noti di Sky Italia e uno dei personaggi televisivi più conosciuti in ambito culinario. Dal 2014 al 2016 è giudice del talent show culinario per bambini e ragazzi Junior MasterChef Italia, in onda su Sky Uno. Dal 2015 conduce lo show Alessandro Borghese - 4 ristoranti, in prima serata su Sky Uno e poi replicato ripetutamente in ogni fascia oraria su TV8. Tuttavia, la sua presenza diventa più costante proprio sul canale free di repliche di Sky: conduce nel 2017 Cuochi d'Italia, nel 2021 Alessandro Borghese - Piatto ricco con la collaborazione dell'altro noto chef stellato Gennaro Esposito, e Game of Talents, un game show sui talenti a squadre capitanate da Frank Matano e Mara Maionchi, e nel 2022 Alessandro Borghese - Celebrity Chef insieme alla giornalista Angela Frenda e allo chef pluristellato Enrico Bartolini nel ruolo di giudici.

## Vita privata
Nel luglio 2009 sposa Wilma Oliverio nel Santuario della Madonna del Roseto e dalla loro unione nascono due figlie, Alexandra e Arizona.
Ha rivelato anche di avere un terzo figlio, nato nel 2006 da una relazione con un'altra donna e di cui ha saputo di essere padre dopo molto tempo, che ha riconosciuto, ma che non ha ancora avuto modo di conoscere personalmente.

## Libri
- L'abito non fa il cuoco. La cucina italiana di uno chef gentiluomo, Rizzoli, 2009, ISBN 978-88-17-03538-5.
- Tu come lo fai?, Mondadori, 2013, ISBN 978-88-04-63353-2.
- Alessandro Borghese Kitchen Sound. Senti come suona questo piatto!, Mondadori Electa, 2017, ISBN 978-88-918-1179-0.
- Cacio&Pepe. La mia vita in 50 ricette, Solferino, 2018, ISBN 978-88-282-0072-7.

## Discografia
- 2014 Kitchen Shuffle: Storie di cucina in musica, Columbia, 2CD+Libro

## Televisione
- Cortesie per gli ospiti (Real Time, 2005-2012)
- L'ost (Real Time, 2005)
- Cuoco gentiluomo (Real Time, 2007)
- Chef per un giorno (LA7, 2007-2011)
- Chef a domicilio (Real Time, 2009)
- Ci vediamo domenica (Rai 2, 2009)
- Cuochi e fiamme (LA7d, 2010)
- Cortesie per gli ospiti New York (Real Time, 2010)
- Fuori menù (Real Time, 2009-2012)
- Lasciami cantare! (Rai 1, 2011) concorrente
- La notte degli chef (Canale 5, 2011) giudice
- Cucina con Ale (Real Time, 2011-2013)
- Ale contro tutti (Sky Uno, 2012-2013)
- Junior MasterChef Italia (Sky Uno, 2014-2016) giudice
- 4 ristoranti (Sky Uno, dal 2015)
- Kitchen sound (Sky Uno, dal 2015)
- Cuochi d'Italia (TV8, 2017-2019, 2021)
- Miss Italia (LA7, 2018) giurato
- Kitchen Duel (Sky Uno, dal 2019)
- Cuochi d'Italia: Speciale Natale 2020 (TV8, 2021)
- Alessandro Borghese - Piatto ricco (TV8, 2021)
- Game of Talents (TV8, 2021)
- Alessandro Borghese - Celebrity Chef (TV8, dal 2022)

## Podcast
- Alessandro Borghese Kitchen Podcast , 10 episodi (dal 2020 al 2021)
- C come Contrappasso di Alessandro Borghese 1 episodio (2021)

## Doppiaggio
- Star Wars Rebels, Morad Sumar